# Kahangara
Kahangara è una circoscrizione rurale (rural ward) della Tanzania situata nel distretto di Magu, regione di Mwanza. Conta una popolazione di 19 378 abitanti (censimento 2012).